# 特賴森貝格山
47°51′37″N 15°29′15″E / 47.86028°N 15.48750°E

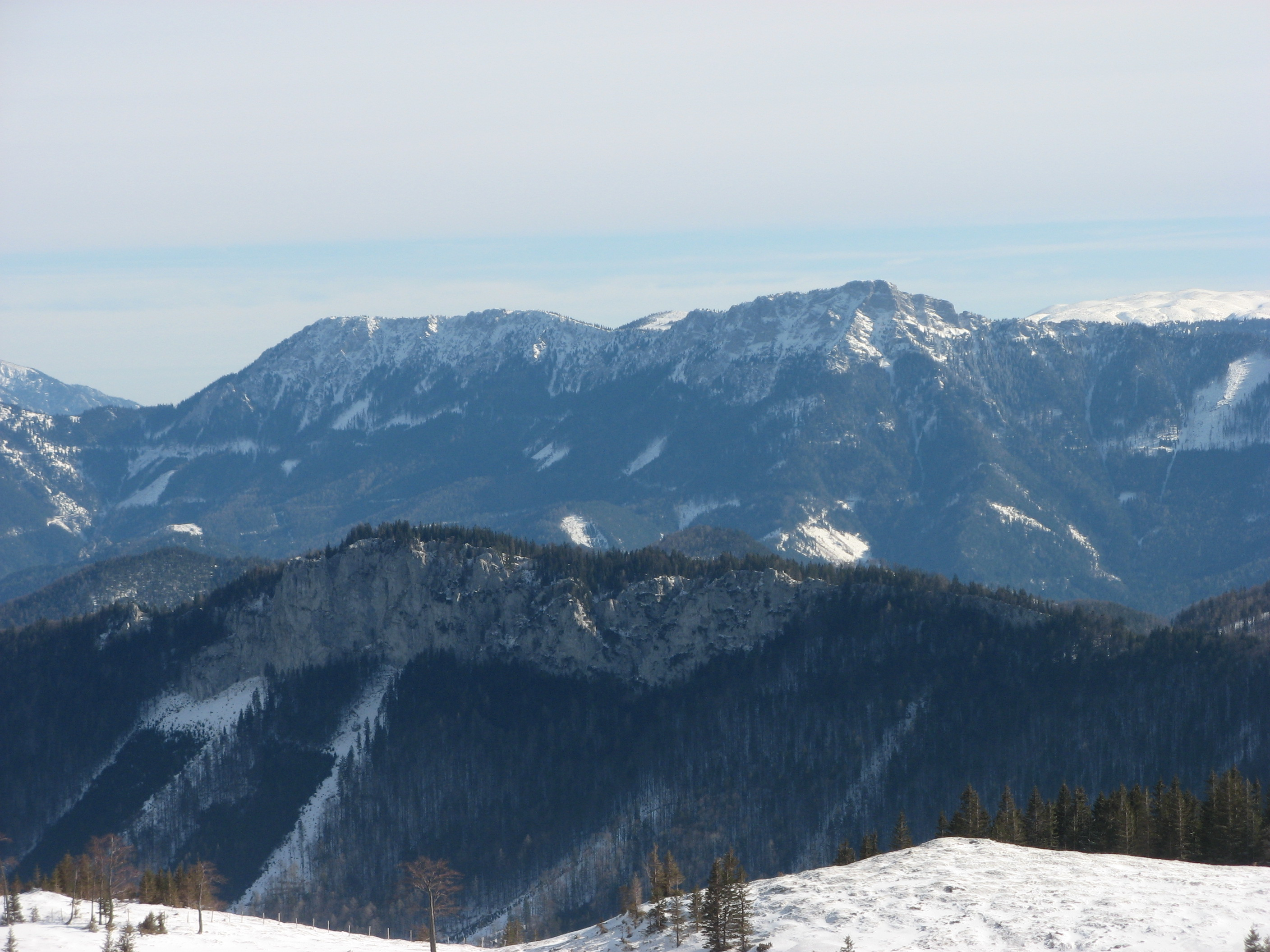

特賴森貝格山（德語：Traisenberg），是奧地利的山峰，位於該國東北部，由下奧地利州負責管轄，屬於蒂爾尼茨阿爾卑斯山脈的一部分，距離蒂羅勒科格爾山4公里，海拔高度1,230米。